# Paul Fischer (Politiker, 1894)
Paul Fischer (* 17. Oktober 1894 in Hohenölsen; † 18. November 1979 in Greiz) war ein deutscher Matrose, Kämpfer gegen den Kapp-Putsch, Kommunal- und Landespolitiker (Spartakusbund/USPD/KPD/KPO) und Verlagsinhaber.

## Leben
Fischer stammt aus einer Arbeiterfamilie. Nach dem Besuch der Volksschule wurde er zunächst Rechtsanwaltsgehilfe in Weida. Danach wurde er vom „Deutschen Schulschiffverein“ in Elsfleth bei Bremen zum Matrosen ausgebildet, weil er die Offizierslaufbahn einschlagen wollte. 1910 heuerte er als Leichtmatrose der Handelsmarine an. Er trat in die Seemannsgewerkschaft ein. 1911 absolvierte er in New York eine Steuermannsschule und fuhr dann auf belgischen und norwegischen Schiffen. Seit 1914 gehörte er zur kaiserlichen Kriegsmarine und beteiligte sich am Matrosenaufstand 1917 in Kiel, weswegen er zu fünfeinhalb Jahren Gefängnis verurteilt wurde, von denen er nur ein Jahr in Siegburg und Bremerhaven absaß. Durch die Novemberrevolution 1918 wurde er befreit, trat in die Unabhängige Sozialdemokratische Partei Deutschlands (USPD) ein und danach zur Kommunistischen Partei Deutschlands (KPD) über. Nach der Revolution arbeitete er einige Monate für die „Reußische Volkszeitung“ in Greiz. 1920 beteiligte er sich an der Abwehr des Kapp-Putsches als einer der Arbeiterführer. 1920 wurde er der Leiter des KPD-Unterbezirks Greiz und 1923 Mitglied der KPD-Bezirksleitung Thüringen. Mit ihrem Mandat wurde er 1924 Landtagsabgeordneter. 1928 wurde er aus der KPD ausgeschlossen und ging zur Kommunistischen Partei-Opposition (KPO) über, für die er bis 1930 im Landtag verblieb. Es folgten Zeiten der Arbeitslosigkeit, in denen er sich als Weber, Halter einer Hühnerfarm und als Nähmaschinen-Vertreter ernährte. 1940 wurde er zur Kriegsmarine einberufen als Oberbootsmann in Aarhus/Dänemark und geriet am Ende des Krieges in britische Kriegsgefangenschaft.
Nach der Befreiung vom Nationalsozialismus kehrte er nach Greiz zurück und arbeitete wieder als Vertreter. 1946 wurde er Mitinhaber der Gruber Verlag GmbH und gründete 1949 seinen eigenen Bilderbuch-Verlag, der 1952 vom Thüringer Volksverlag übernommen wurde. Danach arbeitete er für den Kulturbund der DDR als Vertreter für Wirtschaftswerbung. Als dem MfS bekannt wurde, dass Fischer einen Kontakt zu dem ehemaligen KPO-Mann Rupprecht Wagner unterhielt, der vom Westen aus als Hauptagent der Kampfgruppe gegen Unmenschlichkeit für Thüringen arbeitete, wurde Fischer im Januar 1954 als Agent Wagners festgenommen und zu 15 Jahren Zuchthaus verurteilt, die er in Torgau und Brandenburg verbüßte. Auch seine Tochter Traute war unter ähnlichen Vorwürfen jahrelang in Haft. Nach seiner vorzeitigen Entlassung 1962 arbeitete Fischer in Sachswitz als Pförtner. Weil er als Rentner mehrmals in den Westen reiste und Kontakte zur „Leitstelle für Flüchtlingswesen“ unterhielt, wurde er weiterhin vom MfS überwacht.